# South Oxfordshire
South Oxfordshire is een Engels district in het shire-graafschap (non-metropolitan county OF county) Oxfordshire en telt 141.000 inwoners. De oppervlakte bedraagt 679 km². Hoofdplaats is Crowmarsh Gifford.
Van de bevolking is 15,3% ouder dan 65 jaar. De werkloosheid bedraagt 1,7% van de beroepsbevolking (cijfers volkstelling 2001).

## Plaatsen in district South Oxfordshire
- Crowmarsh Gifford

## Civil parishesin district South Oxfordshire
Adwell, Aston Rowant, Aston Tirrold, Aston Upthorpe, Beckley and Stowood, Benson, Berinsfield, Berrick Salome, Binfield Heath, Bix and Assendon, ]Brightwell Baldwin, Brightwell-cum-Sotwell, Britwell Salome, Chalgrove, Checkendon, Chinnor, Cholsey, Clifton Hampden, Crowell, Crowmarsh, Cuddesdon and Denton, Culham, Cuxham with Easington, Didcot, Dorchester, Drayton St. Leonard, East Hagbourne, Elsfield, Ewelme, Eye and Dunsden, Forest Hill with Shotover, Garsington, Goring, Goring Heath, Great Haseley, Great Milton, Harpsden, Henley-on-Thames, Highmoor, Holton, Horspath, Ipsden, Kidmore End, Lewknor, Little Milton, Little Wittenham, Long Wittenham, Mapledurham, Marsh Baldon, Moulsford, Nettlebed, Newington, North Moreton, Nuffield, Nuneham Courtenay, Pishill with Stonor, Pyrton, Rotherfield Greys, Rotherfield Peppard, Sandford-on-Thames, Shiplake, Shirburn, Sonning Common, South Moreton, South Stoke, Stadhampton, Stanton St. John, Stoke Row, Stoke Talmage, Swyncombe, Sydenham, Tetsworth, Thame, Tiddington-with-Albury, Toot Baldon, Towersey, Wallingford, Warborough, Waterperry with Thomley, Waterstock, Watlington, West Hagbourne, Wheatfield, Wheatley, Whitchurch-on-Thames, Woodcote, Woodeaton.